# Karjala Cup 2009
Der Karjala Cup 2009 ist seit 1996 die 14. Austragung des in Finnland stattfindenden Eishockeyturniers. Es ist Teil der Euro Hockey Tour, bei welcher sich die Nationalmannschaften Finnlands, Schwedens, Russlands und Tschechiens messen. Die Spiele fanden alle in Helsinki statt.

## Spiele
| 5. November 2010 17:30 Uhr | Russland Oleg Saprykin (26:26) Danis Saripow (43:46) Alexei Morosow (58:50) | 4:3 n. P. (0:3, 1:0, 2:0) Spielbericht | Finnland Marko Anttila (2:59) Jarkko Immonen (5:01, 7:52) | Hartwall Arena, Helsinki Zuschauer: 10.440 |

| 5. November 2010 19:30 Uhr | Schweden Niklas Nordgren (11:13) Marcus Nilson (25:35) Mattias Weinhandl (28:00) Daniel Widing (28:59) | 4:3 (1:1, 3:0, 0:2) Spielbericht | Tschechien Jaroslav Bednář (4:14) Jaroslav Bednář (41:24) Marek Kvapil (56:59) | Kinnarps Arena, Jönköping Zuschauer: 5.403 |

| 7. November 2010 12:00 Uhr | Schweden Martin Thörnberg (7:24) | 1:4 (1:2, 0:0, 0:2) Spielbericht | Russland Sergei Sinowjew (5:04) Danis Saripow (11:37) Sergei Sinowjew (41:44) Sergei Mosjakin (44:32) | Hartwall Arena, Helsinki Zuschauer: 6.723 |

| 7. November 2010 15:30 Uhr | Finnland Mikko Mäenpää (8:46) Tony Salmelainen (44:38) | 2:1 (1:1, 0:0, 1:0) Spielbericht | Tschechien Jaroslav Bednář (0:57) | Hartwall Arena, Helsinki Zuschauer: 11.562 |

| 8. November 2010 12:00 Uhr | Russland Oleg Saprykin (25:45) Sergei Mosjakin (33:59) Danis Saripow (47:02) Alexei Morosow (62:17) | 4:3 n. P. (0:2, 2:0, 1:1) Spielbericht | Tschechien Jan Bulis (5:34) Pavel Brendl (8:03) Jaroslav Bednář (55:37) | Hartwall Arena, Helsinki Zuschauer: 4.201 |

| 8. November 2010 15:30 Uhr | Finnland Jarkko Immonen (5:07) Jukka Voutilainen (7:41) Ville Peltonen (26:08) Janne Niskala (34:17) Antti Pihlström (26:26) Ville Peltonen (37:29) Jarkko Immonen (39:47) | 7:0 (2:0, 5:0, 0:0) Spielbericht | Schweden | Hartwall Arena, Helsinki Zuschauer: 10.901 |

## Tabelle
| Platz                                                | Mannschaft   | Spiele | S | S (OT) | N (OT) | N | T     | P |
| ---------------------------------------------------- | ------------ | ------ | - | ------ | ------ | - | ----- | - |
|                                                      | Russland (1) | 3      | 1 | 2      | 0      | 0 | 12:07 | 7 |
|                                                      | Finnland (1) | 3      | 2 | 0      | 1      | 0 | 12:05 | 7 |
|                                                      | Schweden     | 3      | 1 | 0      | 0      | 2 | 05:14 | 3 |
| 4.                                                   | Tschechien   | 3      | 0 | 0      | 0      | 3 | 07:10 | 1 |
| (1) Bei Punktgleichheit zählt der direkte Vergleich. |              |        |   |        |        |   |       |   |

## Die besten Spieler
Zu den Besten Spielern gehören: Petri Vehanen  (Torhüter), Lasse Kukkonen  (Verteidiger) und Alexei Morosow  (Stürmer).

### All-Star-Team
Die Auswahl der Journalisten:
| Angriff:      | Danis Saripow – Jarkko Immonen – Alexei Morosow |
| Verteidigung: | Mikko Mäenpää – Witali Proschkin                |
| Tor:          | Petri Vehanen                                   |